# Ali G Indahouse
Ali G Indahouse is een film met de Engelse komiek Ali G, gestalte gegeven door de Brit Sacha Baron Cohen. Cohen speelt de hoofdrol en heeft de film geproduceerd. De film werd uitgebracht in 2002, en werd geregisseerd door Mark Mylod.

## Verhaal
Ali G is actief in een buurthuis in Staines. Wanneer bekend wordt dat het buurthuis gaat sluiten, gaat Ali G protesteren. Hij wekt de interesse van een politicus, genaamd David Carlton, en die stelt hem voor om mee te doen aan de verkiezingen, zodat Ali Staines kan vertegenwoordigen in het parlement. Ali G wint de verkiezingen, en wil behoorlijk wat veranderen. Wanneer Ali G erachter komt dat Staines wordt platgegooid voor een vliegveld, gaat hij met zijn vrienden het plan tegenhouden. Dan blijkt dat David Carlton Ali G heeft gebruikt zodat hijzelf aan de macht zou komen.

## Rolverdeling
| Acteur            | Personage          |
| ----------------- | ------------------ |
| Sacha Baron Cohen | Ali G/Borat        |
| Michael Gambon    | Minister-president |
| Charles Dance     | David Carlton      |
| Kellie Bright     | Julie              |
| Martin Freeman    | Ricky C            |
| Rhona Mitra       | Kate Hedges        |
| Barbara New       | Nan                |
| Emilio Rivera     | Rico               |